# Dickens County
Dickens County je okres ve státě Texas v USA. K roku 2010 zde žilo 2 444 obyvatel. Správním městem okresu je Dickens. Celková rozloha okresu činí 2 344 km².